# Spudaea serpylli
Spudaea serpylli är en fjärilsart som beskrevs av Jacob Hübner 1827. Spudaea serpylli ingår i släktet Spudaea och familjen nattflyn. Inga underarter finns listade i Catalogue of Life.